# Syed A. B. Mahmud Hossain
Pour les articles homonymes, voir Hossain.
Cet article concerne le 2e juge en chef du Bangladesh. Pour le 22e, voir Syed Mahmud Hossain.
Syed A. B. Mahmud Hossain (1916 - 2 août 1981) était un avocat et juriste bangladais qui a occupé le poste de deuxième président, juge en chef, de la Cour suprême du Bangladesh de 1975 à 1978.

## Jeunesse et carrière
Hossain est né en 1916 dans une famille musulmane bengalie de Syeds à Laskarpur Union dans le district de Habiganj. Il a rejoint le barreau du district de Dacca en 1940. Il a été directeur de la Darul Ulum Ahsania Madrasa, à Dacca également. Il a rejoint le barreau de la Haute Cour de Dacca en 1948. Il a occupé le poste d'assistant du plaideur du gouvernement de 1952 à 1956 à la Haute Cour du Pakistan oriental. Il a été avocat général du Pakistan oriental en 1964. Après l'émergence du Bangladesh, il a ensuite été élevé à la division de la Haute Cour le 18 janvier 1972,.
Dans le cadre du départ à la retraite du juge Abu Sadat Mohammad Sayem, l'honorable président du Bangladesh a nommé Syed A. B. Mahmud Hossain au poste de juge en chef et le 18 novembre 1975, il a prêté serment en tant que juge en chef. Le 31 janvier 1978, il a quitté son poste.

## Jugements
En tant que juge, il a rendu de nombreux jugements et s'est prononcé sur des points de droit importants. Dans l'une de ses décisions, dans l'affaire Mahbub Hossain, il a déclaré que les employés d'une société statutaire ne sont pas au service de la République et ne doivent pas être traités selon le principe général du maître et du serviteur, mais que leur service a un caractère public régi par des dispositions statutaires et qu'ils ne peuvent pas être licenciés sans avoir eu l'occasion d'être entendus.

## Vie privée et mort
Husain est décédé le 2 août 1981 à Dacca. Son fils Syed Md. Dastgir Husain est actuellement juge à la division de la Haute Cour de la Cour suprême du Bangladesh.